# Kings Tournament 2012 (шаховий турнір)
Kings Tournament 2012 — 6-й міжнародний двоколовий шаховий турнір, що проходив в Бухаресті з 7 по 14 листопада 2012 року.
Категорія турніру — ХХ (середній рейтинг — 2746,5).

## Інформація про турнір

### Регламент турніру
Контроль часу : 120 хвилин на перші 40 ходів, 60 хвилин на наступні 20 ходів та 15 хвилин з додаванням 30 секунд за кожен зроблений хід, починаючи з 61-го.
- Гравцям забороняється пропонувати нічию до 30 ходу.
- Гравець може зажадати зафіксувати нічию через головного суддю в наступних випадках:
  - триразове повторення позиції;
  - вічний шах;
  - теоретично нічийна позиція.

- Критерії розподілу місць при однаковій кількості набраних очок:
  - кількість перемог;
  - результат очної зустрічі;
  - коефіцієнт Бергера.
  - при розподілі першого місця двома учасниками, за умови, що за допомогою вищих критерій не можна було виявити переможця, між ними буде проведено матч з двох партій, по 15 хвилин + 3 секунди за зроблений хід. У разі рівності очок, матч з двох бліц партій, по 5 хвилин + 3 секунди за зроблений хід. Знову при рівності показників, буде зіграна остання партія «раптової смерті», 5 хвилин білим і 4 — чорним. Для перемоги в турнірі «білим» потрібна тільки перемога, для «чорним» достатньо і нічиєї.

### Розклад змагань
Ігрові дні: 7-9, 11-13 листопада, початок партій в 15-30 — час київський.
Вихідний день: 10 листопада

### Склад учасників
- Фабіано Каруана  Італія, 2786  — 5
- Веселін Топалов  Болгарія, 2769  — 8
- Василь Іванчук  Україна, 2763  — 11
- Лівіу-Дітер Нісіпяну  Румунія, 2668  — 84

жирним  — місце в рейтингу станом на листопад 2012 року

### Рух за турами
| 1 тур 07.11.2012 | 1 тур 07.11.2012 | 1 тур 07.11.2012 | 1 тур 07.11.2012 | 1 тур 07.11.2012 |
| ---------------- | ---------------- | ---------------- | ---------------- | ---------------- |
| Іванчук          | 0                | 1:0              | 0                | Нісіпяну         |
| Топалов          | 0                | ½:½              | 0                | Каруана          |
| 4 тур 11.11.2012 |                  |                  |                  |                  |
| Каруана          | 1½               | ½:½              | 1½               | Топалов          |
| Нісіпяну         | 1                | ½:½              | 2                | Іванчук          |

| 2 тур 08.11.2012 | 2 тур 08.11.2012 | 2 тур 08.11.2012 | 2 тур 08.11.2012 | 2 тур 08.11.2012 |
| ---------------- | ---------------- | ---------------- | ---------------- | ---------------- |
| Каруана          | ½                | ½:½              | 0                | Нісіпяну         |
| Топалов          | ½                | ½:½              | 1                | Іванчук          |
| 5 тур 12.11.2012 |                  |                  |                  |                  |
| Каруана          | 2                | ½:½              | 2½               | Іванчук          |
| Топалов          | 2                | 1:0              | 1½               | Нісіпяну         |

| 3 тур 09.11.2012 | 3 тур 09.11.2012 | 3 тур 09.11.2012 | 3 тур 09.11.2012 | 3 тур 09.11.2012 |
| ---------------- | ---------------- | ---------------- | ---------------- | ---------------- |
| Іванчук          | 1½               | ½:½              | 1                | Каруана          |
| Нісіпяну         | ½                | ½:½              | 1                | Топалов          |
| 6 тур 12.09.2012 |                  |                  |                  |                  |
| Нісіпяну         | 1½               | ½:½              | 2½               | Каруана          |
| Іванчук          | 3                | ½:½              | 3                | Топалов          |

| Остаточний результат | Остаточний результат | Остаточний результат | Остаточний результат | Остаточний результат |
| -------------------- | -------------------- | -------------------- | -------------------- | -------------------- |
| Іванчук              | 3½                   | 3½                   | 3½                   | 3½                   |
| Топалов              | 3½                   | 3½                   | 3½                   | 3½                   |
| Каруана              | 3                    | 3                    | 3                    | 3                    |
| Нісіпяну             | 2                    | 2                    | 2                    | 2                    |

### Таблиця турніру
| № | Учасник              | Країна   | Рейтинг | 1 | 1 | 2 | 2 | 3 | 3 | 4 | 4 |  | + | − | = | Очки | Місце |
| - | -------------------- | -------- | ------- | - | - | - | - | - | - | - | - |  | - | - | - | ---- | ----- |
| 1 | Фабіано Каруана      | Італія   | 2786    |   |   | ½ | ½ | ½ | ½ | ½ | ½ |  | 0 | 0 | 6 | 3    | 3     |
| 2 | Веселін Топалов      | Болгарія | 2769    | ½ | ½ |   |   | ½ | ½ | ½ | 1 |  | 1 | 0 | 5 | 3½   | 1-2   |
| 3 | Василь Іванчук       | Україна  | 2763    | ½ | ½ | ½ | ½ |   |   | 1 | ½ |  | 1 | 0 | 5 | 3½   | 1-2   |
| 4 | Лівіу-Дітер Нісіпяну | Румунія  | 2668    | ½ | ½ | 0 | ½ | 0 | ½ |   |   |  | 0 | 2 | 4 | 2    | 4     |

### Матч за 1 місце (рапід)
| Ім’я            | Рейтинг | 1 | 2 | Всього |
| --------------- | ------- | - | - | ------ |
| Василь Іванчук  | 2763    | 1 | ½ | 1½     |
| Веселін Топалов | 2769    | 0 | ½ | ½      |

### Переможець
Василь Іванчук